# Patrick Schulze
Patrick Schulze (Magdeburgo, RDA, 2 de enero de 1973) es un deportista alemán que compitió en piragüismo en la modalidad de aguas tranquilas. Ganó dos medallas de bronce en el Campeonato Mundial de Piragüismo en los años 1995 y 1999, y dos medallas de bronce en el Campeonato Europeo de Piragüismo en los años 1997 y 1999.
Participó en los Juegos Olímpicos de Atlanta 1996, donde finalizó cuarto en la prueba de C1 1000 m.

## Palmarés internacional
| Campeonato Mundial | Campeonato Mundial   | Campeonato Mundial | Campeonato Mundial |
| Año                | Lugar                | Medalla            | Evento             |
| ------------------ | -------------------- | ------------------ | ------------------ |
| 1995               | Duisburgo (Alemania) | Medalla de bronce  | C4 1000 m          |
| 1999               | Milán (Italia)       | Medalla de bronce  | C2 1000 m          |
| Campeonato Europeo |                      |                    |                    |
| Año                | Lugar                | Medalla            | Evento             |
| 1997               | Plovdiv (Bulgaria)   | Medalla de bronce  | C1 1000 m          |
| 1999               | Zagreb (Croacia)     | Medalla de bronce  | C2 1000 m          |